# Avia F-VIIb-3m
Avia F-VIIb-3m byla licenční verze nizozemského dopravního letounu Fokker F.VIIb-3m, vyráběná od roku 1930 československou společností Avia, akciová společnost pro průmysl letecký, Čakovice. Typ F.VII měl z letadel Anthony H.G. Fokkera největší význam pro rozvoj světové komerční letecké dopravy.

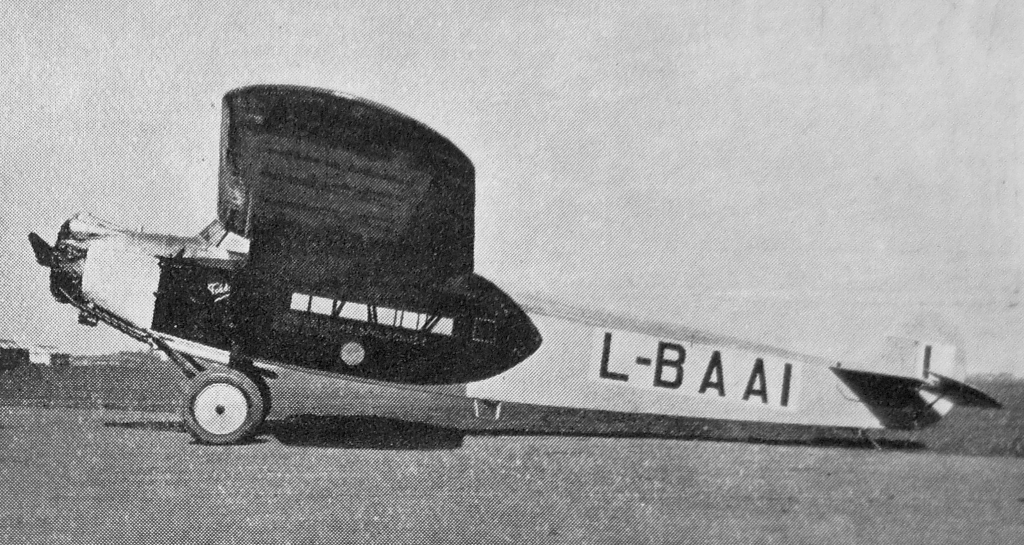
Avia Fokker F.VIIa a Walter Jupiter IV(1930)

## Vznik a vývoj
Anthony Fokker navrhl tyto modely v jednomotorové F-VII (1924) a třímotorové variantě F-VIIa-3m (1928). V březnu roku 1928 zakoupila Československá letecká společnost (ČLS) dva jednomotorové F-VIIa od KLM (výr. č. 4918, H-NADG a výr. č. 4919, H-NADF), kterým byly přiděleny 26. března 1928 poznávací značky L-BAAH (v roce 1930 změněno na OK-AAH) a L-BAAI (OK-AAI). Byly určeny pro dvoučlennou posádku a osm cestujících. Stroje v ČSR poháněly motory Walter Jupiter IV o výkonu 309 kW. Druhý zmíněný stroj F.VIIa ČLS havaroval 21. září 1929 v husté mlze nedaleko Moravských Budějovic. Stalo se tak na trati Vídeň–Praha–Drážďany–Berlín za pilotáže Františka Novotného. Vážně poškozený Fokker byl později opraven, uveden do letuschopného stavu a znovu nasazen na linky ČLS. Za dobu provozu u ČLS nalétaly 3591 hodin a odlétaly 534 400 km. Oba stroje F.VIIa převzalo od ČLS v červnu 1934 resp. v březnu 1935 MNO pro československé letectvo a svou službu v ČSR zakončily u 81. letky Leteckého pluku 5. Od června 1942 náležely do stavu chorvatského letectva (ev. č. 1901 a 1902).
Ve světovém měřítku a i pro československou leteckou dopravu však měly zásadnější význam třímotorové stroje F-VIIb-3m. Licenci na stavbu 30 letounů třímotorové verze získala Avia Čakovice, která tyto letouny začala vyrábět pod označením Avia F-VIIb-3m s třílistou kovovou vrtulí. Celkem bylo v Avii vyrobeno 19 letounů (5× ČSA, 8× ČLS, 4× CIDNA, 1× Baťova letecká společnost a 1× Ministerstvo národní obrany), které znamenaly nejen zaměstnanost ale i zkušenosti pro dělníky a techniky.
Letouny Avia F-VIIb-3m spolu s typy Fokker F.IXD a Fokker F.XVIII se staly nejrozšířenějšími čs. předválečnými stroji provozujícími mezinárodní lety.

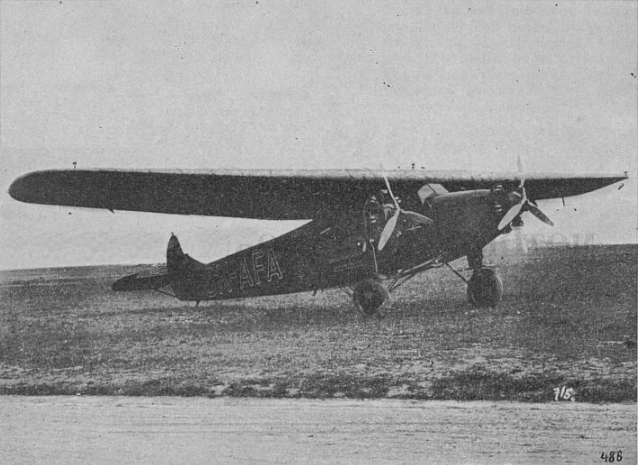
Avia F-VIIb-3m s motory Walter Castor, OK-AFA (Letectví, červen 1930)

## Popis letounu
Československé Avie F-VIIb-3m létaly ponejvíce s motory Walter Castor (176 kW), ale také se Škoda-Wright Whirlwind (154 kW/210 k), s dvouhvězdicovými Avia DR-14 (184 kW/250 k) a s hvězdicovým devítiválcem Avia Rk-17 ( 187kW/255 k). Nejvíce se osvědčily Castory a od roku 1934 Avia R-17. Letouny dodané francouzsko-rumunské společnosti CIDNA byly osazeny s francouzskými motory Gnome-Rhône Titan (169-176 kW/230-240 k). Jeden letoun F-VIIb-3m (OK-AFC) byl po dobu 200 letových hodin zkušebně osazen třemi dieselovými motory ZOD-260 z Československé zbrojovky Brno.
Byl to samonosný hornokřídlý jednoplošník, s jedním motorem umístěným v předku trupu a dvěma postranními, zavěšenými symetricky po obou stranách pod křídlem. Křídlo bylo v jednom celku po celém rozpětí a bylo připevněno přímo na trup čtyřmi šrouby. Vnitřní konstrukce křídla byla ze dřeva s dýhovým potahem. Křidélka, poměrně velmi dlouhá, neměla vyvažovacích částí. Kovový trup byl sestaven ze svařovaných ocelových trubek. V přední části byl trup opláštěn hliníkovým plechem (dural), kabina a zadní část trupu byla potažena plátnem. Kapacitně byl letoun pro dva piloty a pro 8-10 cestujících. Zdvojené řízení umístěné vedle sebe, řídící páka byla vybavena volantem. Kabina oddělená od kokpitu dveřmi byla vybavena dvěma velkými prostory na zavazadla a toaletou. Stroje byly standardně vybaveny radiostanicemi.
Vzduchem chlazené motory Walter Castor I o výkonu 240/260 k byly upevněny k nosníkům křídla třemi šrouby. Nádrže provozních hmot o celkovém objemu 1 080 litrů byly umístěny v křídle, odkud benzín k motorům tekl samospádem. Olejové nádrže byly uloženy za motory. Beznápravový podvozek se vyznačoval velkým rozchodem kol. Dvě vidlicovité vzpěry byly zachyceny na spodním nosníku trupu. Třetí vzpěra s pružícím zařízením z pryžových prstenců se opírala o konstrukci loží postranních motorů. Kola byla opatřena brzdami, fungujícími samostatně pro každé kolo. Ostruha pevného záďového podvozku měla možnost stranového pohybu.

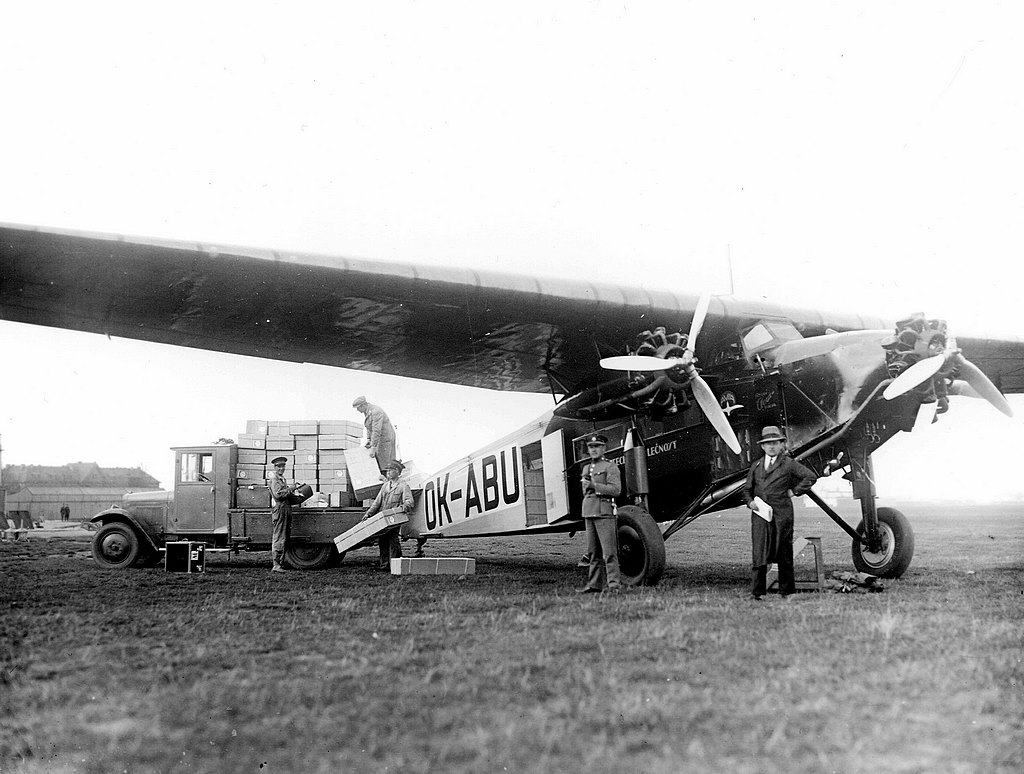
Avia F-VIIb-3m s motory Škoda-Wright Whirlwind, OK-ABU (Letec, červen 1933)

## Použití
Pět letounů si zakoupily Československé státní aerolinie (OK-AFA až -AFE, výr. č. 1-2, 12–14) a začaly je vzápětí používat na nově zřízené lince z Prahy do Záhřebu. První z nich, OK-AFA, vzlétl 21. května 1930. Od července 1930 do prosince 1931 převzaly ČSA zbývající čtyři stroje. V roce 1934 ČSA odkoupily letoun OK-ABU vyrobený v roce 1932 od ČSL, která jej vyřazovala. Pro ČSA nalétaly 2 306 487 km a 16 016 letových hodin. To je největší výkon jednoho typu v předválečné éře ČSA.
U Československé letecké společnosti létalo v rozmezí let 1930 až 1937 celkem osm strojů Avia F-VIIb/3m (OK-ABM až -ABU, výr. č. 3-4, 7–9, 19–21) s trojicí motorů Škoda-Wright Whirlwind z polské produkce Škoda, které byly vyrobeny v letech 1930-1932. U společnosti ČLS vlastněné koncernem Škoda totiž "mohly" létat letouny pouze s motory Škoda nebo Avia (Avia od roku 1929 patřila do koncernu Škoda). U motorů Škoda z Polska se záhy projevila jejich nízká výrobní úroveň, ani po výměně za nevyzrálé čtrnáctiválce Avia DR-14 neměla ČSL štěstí. Proto byly nahrazeny Walter Castory, popřípadě Aviemi Rk-17. Letouny s imatrikulacemi OK-ABM a OK-ABR byly později odkoupeny Masarykovou leteckou ligou. Tyto letouny byly odepsány z leteckého rejstříku na podzim 1939. Letoun OK-ABT (výr. č. 20) 10. prosince 1935 havaroval u Vlašimi vlivem zamrznutí karburátorů v silné vánici. Pilot Karel Balík, telegrafista Augustin Korotvička i sedm cestujících zůstali nezraněni.
Baťova letecká společnost si zakoupila v roce 1930 jeden letoun (výr. č. 8, OK-ATC) a od ČSA v roce 1938 další odkoupila (výr. č. 14, OK-AFE). S letounem Baťovy letecké společnosti OK-ATC osazeným motory Walter Castor vykonal Tomáš Baťa na přelomu let 1931/2 obchodní dálkový let Zlín–Batavia (Nizozemská východní Indie) a zpět v délce 22 000 km. Tento letoun OK-ATC v roce 1932 havaroval a byl 17.10.1932 z rejstříku vymazán.

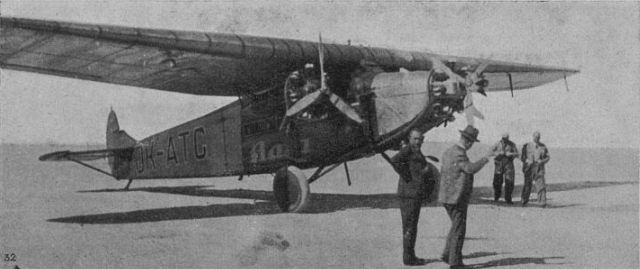
Avia F-VIIb-3m (OK-ATC) provozovaný Baťovou leteckou společností při dálkovém letu Zlín - Batavia. Zde při mezipřistání v Damašku. (Letectví, březen 1932)

Třetí sériový stroj, třímotorový F-VIIb.1 s 3 motory Castor, zalétaný 15. června 1931 byl v majetku Ministerstva národní obrany (MNO). V roce 1938 byl používán na letecké střelnici Malacky a v březnu 1939 se dostal do výzbroje Slovenských vzdušných zbraní s civilní imatrikulací OK-OUA. Letoun měl obstarávat poštovní přepravu s vojenskou posádkou. Avšak 6. května 1939 při zkušebním letu havaroval a pro nedostatek náhradních dílů byl zrušen. Patnáctý vyrobený letoun F-VIIb-3m s motory Avia DR-14 zakoupilo rovněž MNO. Zkoušelo jej československé letectvo pod označením S-19 jako bombardovací letoun. Stroj se lišil od civilních sourozenců jen absencí téměř všech bočních oken. Stroj sloužil mimo jiné k testování pumové výzbroje (dimenzován na celkovou hmotnost 800 kg pum), ale i výzbroje obranné střelecké. Nejprve létal u VLÚS (Vojenský letecký ústav studijní) a následně u Leteckého pluku 5. Každému bylo jasné, že tento typ je pro zamýšlené nasazení v roli těžkého bombardéru příliš malým, s nedostatečnou nosností i doletem. Jediný exemplář „bombardovací sedmičky" byl nakonec zbaven speciální výstroje a upraven na štábní, dopravní letoun. Během zkoušek musely být závadové motory DR-14 nahrazeny Castory. Jako využívaný bombardovací letoun se v československém letectvu uplatnil až následný typ Avia Fokker F-IX s motorem Walter Jupiter VI.

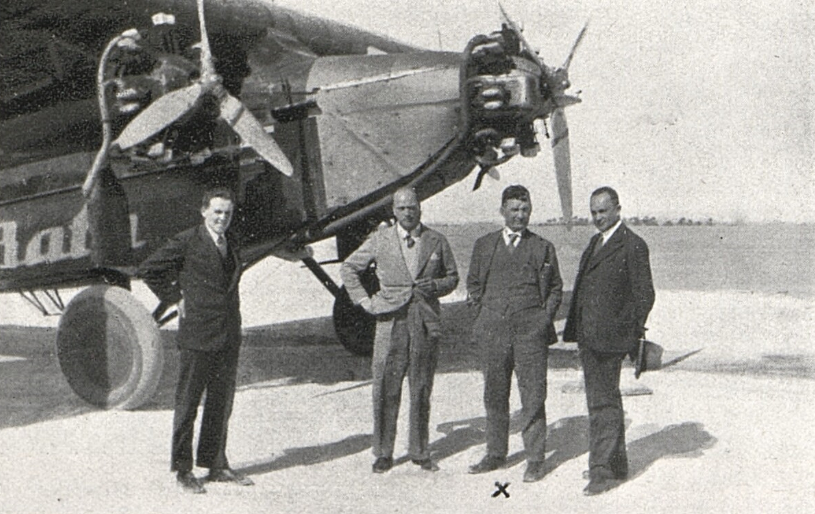
Tomáš Baťa (označen x) při cestě do Indie s letounem Avia F-VIIb-3m

Avia vyrobila ještě další čtyři letouny na objednávku společnosti francouzské Compagnie internationale de navigation aérienne (CIDNA). Za pohon byly vybrány motory Gnome-Rhône Titan (176 kW/240 k) nebo Gnome-Rhône 7Kb a nesly imatrikulace F-ALGR, F-ALGS, F-ALGT a F-AMBH. Po sloučení všech francouzských leteckých společností roku 1933 přešly do služeb Air France. V barvách těchto společností létaly rovněž do Prahy.
Během okupace Československa byly převzaty Luftwaffe čtyři stroje ČSA a létaly s imatrikulacemi D-AAFB až D-AAFE. Pět strojů od ČLS létalo s imatrikulacemi D-AABN, - AABO, - -AABP, - AABS, - AABU. Později byly tři stroje F-VIIb-3m z bývalého majetku ČLS (D-AABO, D-AABS a D-AABN) s motory Avia Rk-17 odprodány v roce 1942 Chorvatsku (vč. obou jednomotorových F-VIIa), kde létaly do roku 1944 s trupovými čísly 1903 až 1905. Letectvo nezávislého státu Chorvatsko je používalo mj. jako transportní stroje při zásobování jednotek bojujících proti partyzánům až do roku 1944.

## Varianty
- Fokker F.VIIa - jednomotorová verze s hvězdicovým motorem
- Avia F-VIIb-3m - třímotorová verze s větší nosnou plochou křídla

## Uživatelé
- Československo
  - Československé státní aerolinie
  - Československá letecká společnost
  - Baťova letecká společnost
  - Masarykova letecká liga
  - Československé letectvo
- Francie
  - CIDNA
- Chorvatsko
  - chorvatské letectvo (Zrakoplovstvo Nezavisne Države Hrvatske)

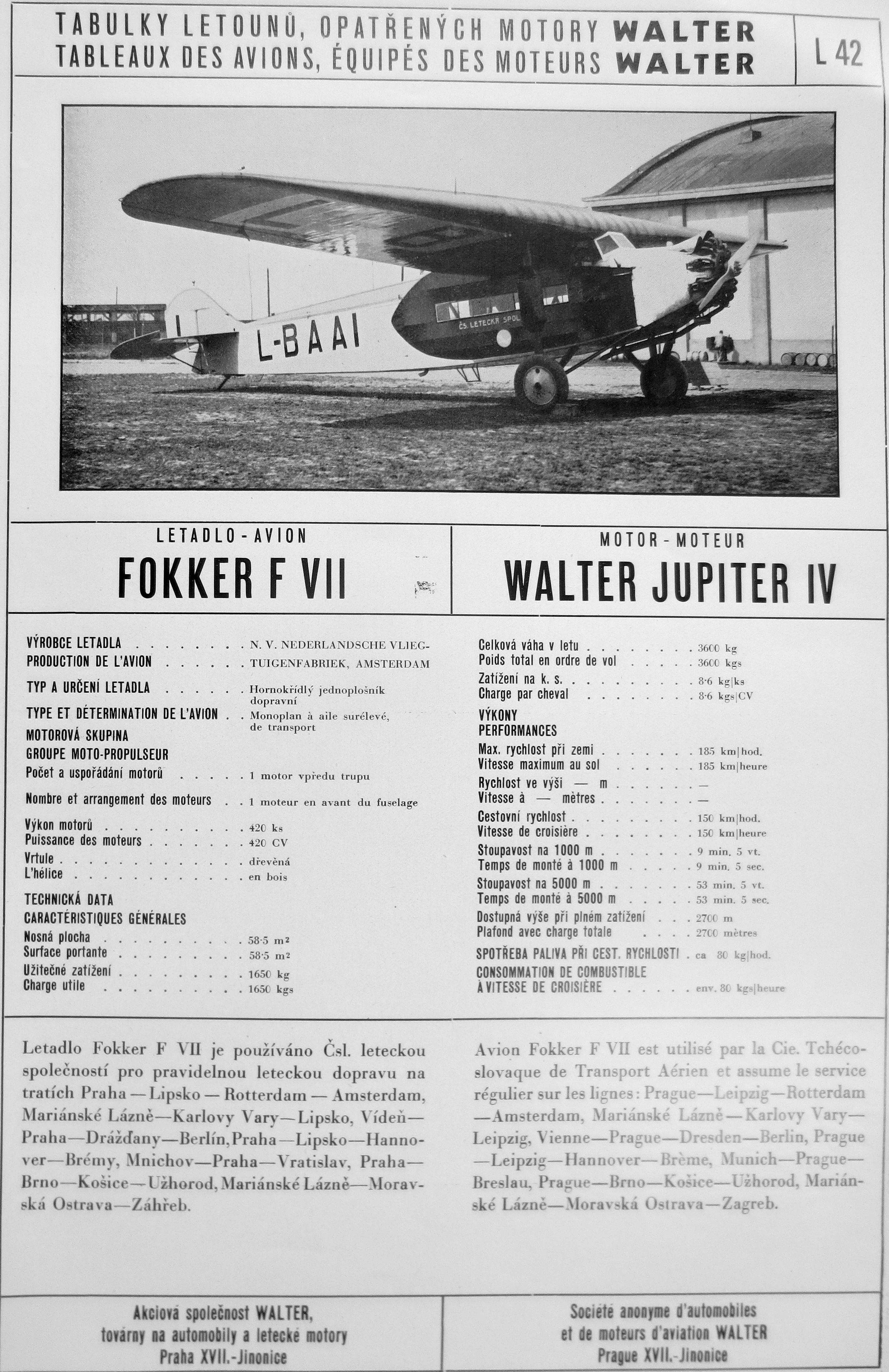
Fokker F-VIIa a Walter Jupiter IV

- Německá říše
  - Luftwaffe

## Specifikace

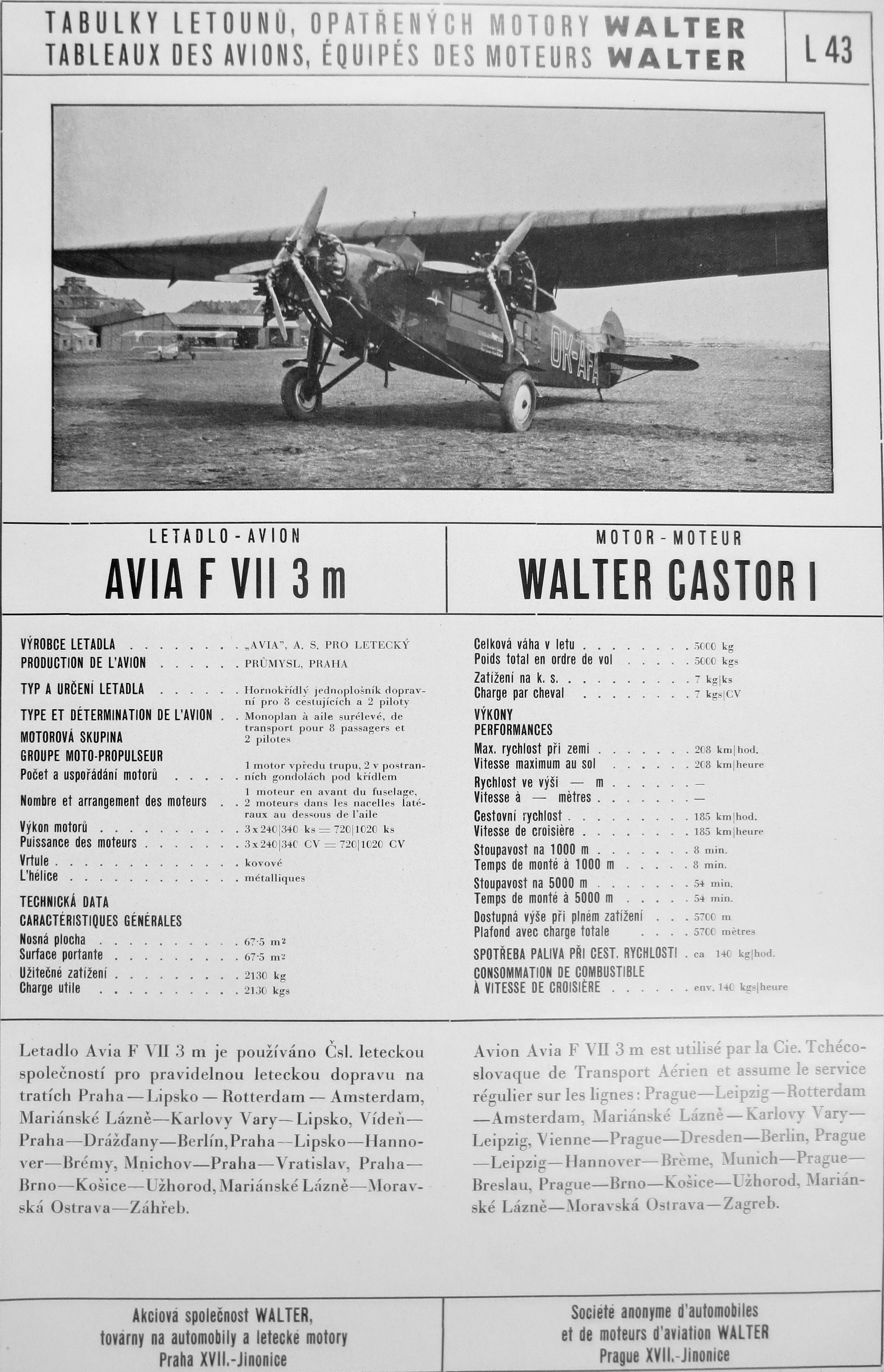
Avia F-VIIb-3m a Walter Castor

Data dle

### Technické údaje
| Typ                             | F-VIIa             | Avia F-VIIb-3m   |
| ------------------------------- | ------------------ | ---------------- |
| Rok zavedení                    | 1925               | 1930             |
| Posádka                         | 2                  | 2                |
| Kapacita                        | 8                  | 8 - 12           |
| Rozpětí (m)                     | 19,31              | 21,72            |
| Délka (m)                       | 14,35              | 14,50            |
| Výška (m)                       | 3,81               | 3,90             |
| Nosná plocha (m2)               | 58,50              | 67,60            |
| Hmotnost prázdného letounu (kg) | 1950               | 2440             |
| Vzletová hmotnost (kg)          | 3600               | 5000             |
| Počet motorů                    | 1                  | 3                |
| Typ motoru                      | Walter Jupiter IV  | 3× Walter Castor |
| vzletový výkon                  | 450 k (330 kW)     | 260 k (191 kW)   |
| jmenovitý výkon                 | 420 k (309 kW)     | 240 k (179 kW)   |
| Vrtule                          | dvoulistá, dřevěná | třílistá, kovová |

### Výkony
| Typ                       | F-VIIa | Avia F-VIIb-3m |
| ------------------------- | ------ | -------------- |
| Maximální rychlost (km/h) | 185    | 208            |
| Cestovní rychlost (km/h)  | 150    | 165            |
| Dostup (m)                | 2700   | 4300           |
| Dolet (km)                | 1050   | 800            |
| Vytrvalost (h)            | 7,5    | -              |

### Výzbroj (u bombardovací verze)
- 1× kulomet Lewis ráže 7,7 mm
- 2× pohyblivý kulomet na hřbetu trupu
- 800 kg pum v pumovnici i pod křídlem